# Shari Springer Berman e Robert Pulcini

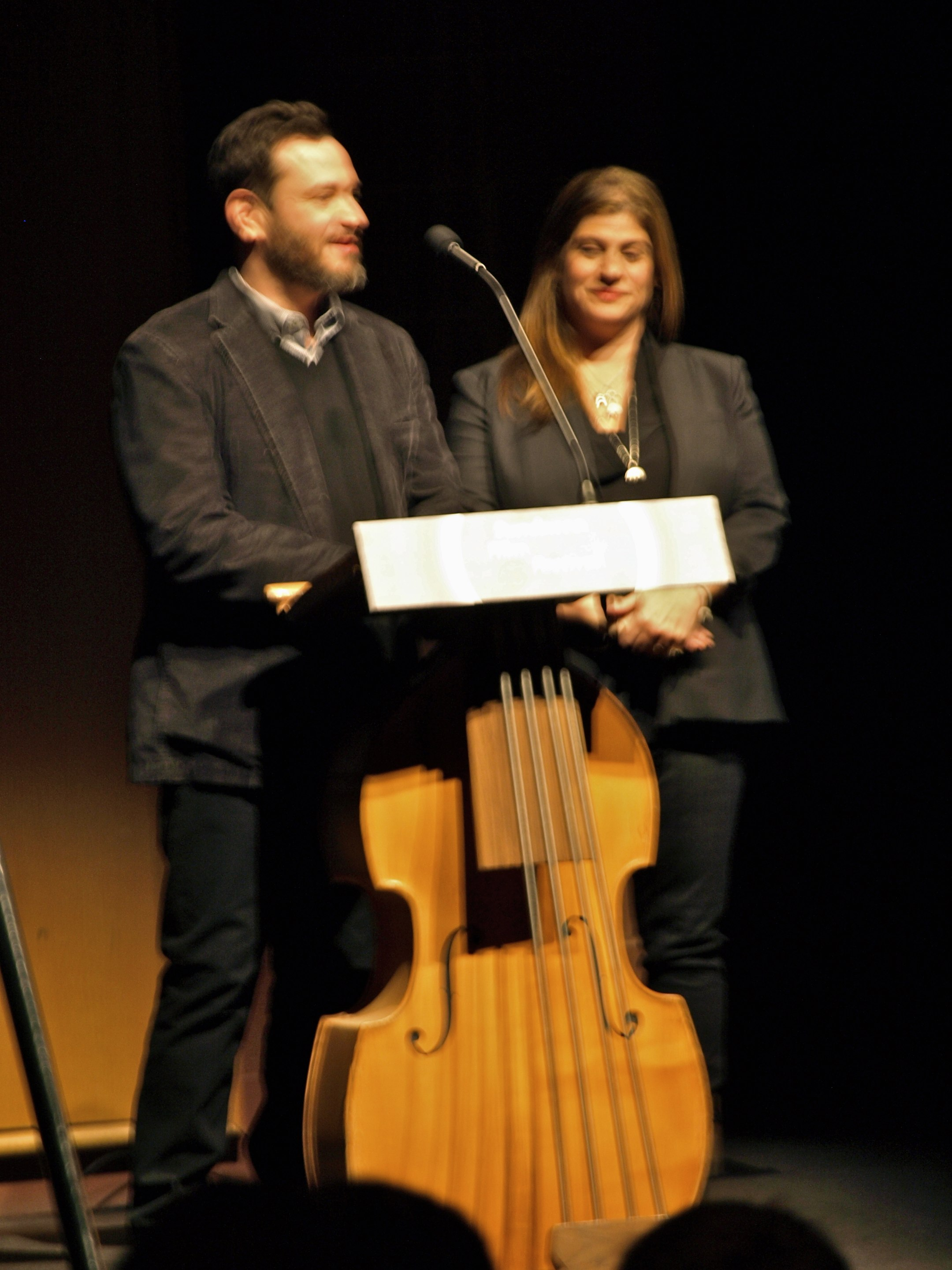
Shari Springer Berman e Robert Pulcini al Sundance Film Festival 2015.

Shari Springer Berman (New York, 13 luglio 1963) e 
Robert Pulcini (New York, 24 agosto 1964), sono due coniugi registi e sceneggiatori statunitensi.

## Biografia
Sposati dal 1994, entrambi hanno ricevuto un master in cinema presso la Columbia University. Iniziano la loro carriera come documentaristi, ma ottengono i primi riconoscimenti con il loro primo lungometraggio per il cinema, American Splendor, che ottiene una candidatura come miglior sceneggiatura non originale ai premi Oscar 2004.
Negli anni seguenti dirigono i film Il diario di una tata e Un perfetto gentiluomo. Nel 2011 ottengono numerose candidature ai premi Emmy 2011 per il film televisivo Cinema Verite.

## Filmografia
- Off the Menu: The Last Days of Chasen's (1997) - Documentario
- The Young and the Dead (2000) - Documentario
- Hello, He Lied & Other Truths from the Hollywood Trenches (2002) - Documentario
- American Splendor (2003)
- Wanderlust (2006) - Documentario
- Il diario di una tata (The Nanny Diaries) (2007)
- Un perfetto gentiluomo (The Extra Man) (2010)
- Cinema Verite – film TV (2011)
- Imogene - Le disavventure di una newyorkese (Girl Most Likely) (2012)
- Ten Thousand Saints (2015)
- L'apparenza delle cose (Things Heard & Seen) (2021)
- Fleishman a pezzi (Fleishman Is in Trouble) – miniserie TV, 4 puntate (2022)